# Ere (ö)
Ere är en ö i Marshallöarna.   Den ligger i kommunen Kwajalein, i den västra delen av Marshallöarna, 500 km väster om huvudstaden Majuro. Arean är 0,29 kvadratkilometer.
Terrängen på Ere är platt. Öns högsta punkt är 18 meter över havet. Den sträcker sig 0,5 kilometer i nord-sydlig riktning, och 1,2 kilometer i öst-västlig riktning.